# 하얀나비
"하얀나비"는 2011년에 개봉한 대한민국의 영화이다.

## 캐스팅
- 태인호 : 상호 역
- 최묘견 : 혜진 역
- 김신록 : 은정 역
- 박물관 : 아버지 역
- 황선화 : 여동생 역
- 이유수 : 매니지먼트담당자 역
- 최정남 : 어머니 역
- 오창경 : 프로덕션선배 역
- 서보익 : 친구 1 역
- 박규민 : 친구 2 / DVD방 사장 역
- 김상석 : 친구 3 역
- 강미애 : 친구 / 현주 역
- 차순배 : 감독 1 역
- 주석제 : 감독 2 역
- 최낙희 : 감독 3 역
- 박정권 : 감독 4 역
- 안슬기 : 감독 5 역
- 윤민수 : 조감독 1 역
- 신현호 : 조감독 2 역
- 이광우 : 조감독 3 역
- 김명훈 : 조감독 4 역
- 김명관 : 조명감독 역
- 이용민 : 촬영감독 역
- 정환욱 : 사운드감독 역
- 송준석 : 프로듀서 1 역
- 이승태 : 프로듀서 2 역
- 조승연 : 박상부 역
- 염지영 : 여자배우 1 역
- 한미경 : 여자배우 2 역
- 박명훈 : 남자배우 역
- 박영 : 극장사장 역
- 정지원 : 취재기자 역
- 안지훈 : 사진기자 역